# Marquès de Custine
Astolphe-Louis-Léonor, Marquès de Custine (Niderviller, Lorena, 18 de març de 1790 - París, 25 de setembre de 1857) fou un aristòcrata i escriptor francès que és principalment conegut per la seva literatura de viatges, en particular el relat de la seva visita a Rússia, La Russie en 1839. Aquesta obra no només documenta els viatges de Custine a través de l'Imperi rus, sinó també el teixit social, l'economia i les formes de vida durant el regnat de Nicolau I.

## Biografia

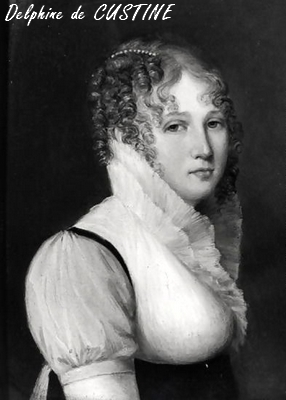
Delphine de Custine

Astolphe de Custine va néixer a Niderviller, Lorena. La seva família pertanyia a la noblesa francesa i mantenia el títol de marquès des d'inicis del segle xviii. La branca paterna de la família també posseïa una famosa fàbrica de faiança. La seva mare, Delphine de Sabran, Marquesa de Custine, també provenia d'una família prestigiosa i fou coneguda per la seva intel·ligència i gran bellesa.
El pare i l'avi de Custine varen simpatitzar amb la Revolució francesa però ambdós foren guillotinats. La mare de Custine fou empresonada i va escapar-se per poc del mateix destí. Un cop produït l'enderrocament de Robespierre i el final del regnat de Terror, l'amistat de la marquesa amb Joseph Fouché (qui esdevingué ministre de Policia sota Napoleó) li va permetre recuperar part de la fortuna familiar. Custine i la seva mare s'establiren de nou a la Lorena el 1795.
Sota el fortament determinat guiatge de la seva mare, Custine fou educat com a caòtic però en un entorn social estimulant. Això el va posar en freqüent contacte amb notables intel·lectuals, entre els quals Madame de Staël i François-René de Chateaubriand, considerat el fundador del romanticisme en la literatura francesa. La marquesa va adquirir del Duc de Laval el castell de Fervaques, prop de Lisieux, a Normandia, l'octubre de 1803; Chateaubriand relata, en les seves Mémoires d'Outre-Tombe, les visites que hi feu entre el 1804 i el 1806, i les converses que hi mantingué tant amb la marquesa com amb Custine. Delphine va morir a Bex, Vaud, Suïssa, el 13 de juliol de 1826.
A Custine se li procurà una educació excel·lent i semblava estar destinat a una vida de societat. Uns ingressos anuals de 60.000 francs li permetien de viure com li plagués. Va posseir una propietat fora de París, a Saint-Gratien, on a vegades fou visitat per Frédéric Chopin. Custine va dedicar-se al servei diplomàtic, assistint al Congrés de Viena, i fins i tot acceptà un destí militar. El 1821 Custine es casa amb Léontine de Sant-Simon de Courtomer, seguint els desitjos de la seva mare. El marquès, qui més tard admetria la seva homosexualitat i va viure obertament amb un amant masculí, guardà no obstant un bon afecte vers la seva muller. Van tenir un fill, Enguerrand. Durant el matrimoni Custine conegué i va establir una relació romàntica amb un anglès, Edward Saint-Barbe, que es va establir a casa amb la parella, i fou a partir d'aleshores el seu company de vida. El 1823, durant les etapes primerenques d'un segon embaràs, Léontine va caure malalta i morí, quan només tenia vint anys.
El 28 d'octubre de 1824, la vida de Custine va canviar dràsticament. Aquella nit fou trobat inconscient en el fang als afores de Paris, despullat fins a la cintura, apallissat i robat. L'atac l'havia dut a terme un grup de soldats, amb un dels quals presumptament havia intentat fer-hi un acte sexual. Tanmateix la raó exacta per l'atac mai va ser provada. No obstant això, la notícia de l'incident s'estengué de pressa arreu de França — "Des d'aleshores fins al final de la seva vida Custine representaria de forma destacada, en la cruel xafarderia habitual, el més notori i distingit dels homosexuals de França." Malgrat que els salons literaris, al contrari dels salons de societat, romangueren oberts a Custine, moltes persones que li eren amistoses se'n burlaven a la seva esquena. La seva carrera diplomàtica també s'interrompé fruit d'aquest incident. Uns quants anys més tard, el 1826, diversos amics de la família varen morir, així com el fill petit de Custine, Enguerrand (nascut el 1822).
Custine va decantar-se cap al moviment romàntic i va destinar els anys següents a escriure poesia i novel·les. Va escriure una obra dramàtica i va adquirir un teatre per a representar-la, però l'obra només va aguantar tres actuacions. Cap de les seves obres literàries va rebre molta atenció. Heinrich Heine anomenà Custine "un demi-homme des lettres" (un mig-home de lletres).
Dins 1835, un extremadament atractriu comte polonès, de vint-i-tre anys, Ignatius Gurowski (1812–1887), va anar a viure a la casa de Custine i Saint-Barbe, al carrer de La Rochefoucauld per formar un ménage à trois. Custine va deixar escrit: "té un cor excel·lent, una ment original, ho ignora tot graciosament i, el què ho conjumina tot, una serenitat i bones maneres encantadores." El capriciós Gurowski no va ser un hoste fàcil, acumulant deutes i seduint tant homes com dones, però sembla que divertia la parella. El detallat registre d'homosexuals que llavors mantenia la prefectura de policia de París, i que qualificava les inclinacions de Custine com a "frenètiques", descrivia Gurowski amb una còmica nota còmica que trasllueix desesperació: "és hereditari en la seva família: el seu pare i l'avi eren de la mateixa religió." El 1841 Gurowski es casà amb una infanta d'Espanya, Isabel Fernanda de Borbon.

## La Russie en 1839
Custine descobrí finalment les seves habilitats per la narrativa de viatges. Va escriure un relat d'un viatge a Espanya que fou prou ben rebut i fou esperonat per Honoré de Balzac a escriure notícies d'altres parts "semi-europees" d'Europa, com Rússia i Itàlia del sud. A finals de la dècada del 1830 va aparèixer l'obra d'Alexis de Tocqueville La democràcia a Amèrica, que en el seu últim capítol profetitzava que el futur pertanyia a Rússia i a Amèrica. Inspirat en l'obra de Toqueville, Custine va decidir que Rússia seria el tema del seu següent projecte literari. Custine fou més tard batejat per alguns historiadors com "el Tocqueville de Rússia".
El 1839 visità Rússia, passant la major part del temps a Sant Petersburg, però també visità Moscou i Iaroslavl. Com a reaccionari polític que era en el seu propi país, temorós que la democràcia dugués de forma inevitable al govern de la plebs, va anar a Rússia a la cerca d'arguments contra el govern representatiu, però restà astorat per la forma en què l'autocràcia es practicava a Rússia i també per l'aparent col·laboració dels russos en la seva pròpia opressió. Va atribuir aquest estat de les coses al que considerà com a caràcter retrògrad de l'Església ortodoxa russa, combinat amb els efectes desastrosos de la invasió mongola de la Rússia medieval, i les polítiques de Pere el Gran. Va quedar colpit per l'"asfixiant desmesura del poder i l'aleatorietat de la vida i mort quotidianes". Custine va criticar St. Petersburg per ser la creació d'un home i no el resultat de forces històriques espontànies. A Custine, tanmateix, li agradà l'arquitectura de Moscou i va pronosticar que Rússia seria un gran poder gran si la seva capital tornava a la seva anterior seu.
La major part de la burla de Custine quedà reservada per a la noblesa russa i Nicolau I. Custine diu que l'aristocràcia de Rússia tenia "prou lluentor de civilització europea per a esdevenir 'aviciats com salvatges' però no prou per esdevenir persones cultivades. Eren com 'ossos ensinistrats que fan que desitgis els salvatges'." Custine criticà el tsar Nicolau pel constant espionatge que ordenava i per la seva repressió de Polònia. Mantingué més d'una conversa amb el Tsar i va concloure era possible que es comportés va així perquè considerava que era el seu deure.